# Petrașivka, Volodarka
Petrașivka (în ucraineană Петрашівка) este o comună în raionul Volodarka, regiunea Kiev, Ucraina, formată numai din satul de reședință.

## Demografie
Componența lingvistică a comunei Petrașivka
     Ucraineană (96,34%)
     Rusă (3,66%)
Conform recensământului din 2001, majoritatea populației comunei Petrașivka era vorbitoare de ucraineană (96,34%), existând în minoritate și vorbitori de rusă (3,66%).